# 哈克里
哈克里，生年不详，四川金川瓦寺土司守备，藏族土军将领。 道光二十年（1841年）10月，第一次鸦片战争战事扩大，英军攻击浙东沿海。哈克里率“金川屯练赴军”，开赴东南前线，不久参与了浙东方向的战事。在1842年浙东之战中，清军统帅奕经见藏军土兵“冠虎形”，为是吉兆，便“令赴前敌”。在镇海方向的战斗中“哈克里攻夺招宝山，猱升而上，抢入威远城。敌舰自金鸡山翦江至，用砲仰击，遂不支而退”。天亮后，英军反攻宝山，哈克里“后亦殉难”。“士民思其功，为建祠报赛”。